# Hồ Tràm

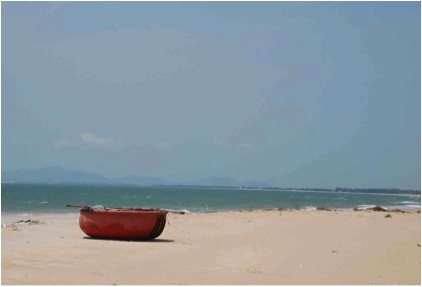
Thuyền đánh cá Việt Nam truyền thống trên bãi biển Hồ Tràm

Hồ Tràm là một xã thuộc  thành phố Hồ Chí Minh. Xã Hồ Tràm được thành lập trên cơ sở sáp nhập toàn bộ diện tích tự nhiên và dân số của thị trấn Phước Bửu, xã Phước Tân và xã Phước Thuận thuộc huyện Xuyên Mộc, tỉnh Bà Rịa – Vũng Tàu cũ. Xã Hồ Tràm là một đơn vị hành chính cấp xã của thành phố Hồ Chí Minh mới, sau khi tỉnh Bà Rịa – Vũng Tàu và Bình Dương được sáp nhập vào TP. Hồ Chí Minh.
Trụ sở và địa chỉ liên hệ: Trụ sở của UBND xã Hồ Tràm mới được đặt tại số 51 Quốc lộ 55, thị trấn Phước Bửu, huyện Xuyên Mộc, tỉnh Bà Rịa Vũng Tàu cũ.
Xã Hồ Tràm được xem là "thủ phủ" du lịch biển của TP.HCM, với 41 dự án du lịch trên địa bàn hiện được chấp thuận chủ trương đầu tư. Hiện nay, xã Hồ Tràm đã có hàng loạt tập đoàn bất động sản lớn như Charm Group, Novaland, Hưng Thịnh đầu tư dự án; trong đó dự án the Grand Hồ Tràm, nơi nghỉ dưỡng tiên phong kết hợp với sân golf tại bãi biển. 